# Io Grido
Io Grido è il primo album in studio del rapper italiano Grido, pubblicato il 3 maggio 2011 dalla Best Sound.

## Descrizione
Anticipato il 15 aprile dal singolo Fumo e malinconia, l'album ha debuttato alla decima posizione della classifica italiana degli album.
Dal disco sono stati estratti anche Non ce la fai + e Sei come me, pubblicati rispettivamente il 9 settembre e il 21 ottobre 2011.

## Tracce
1. Una musica sola – 4:44
2. F.U.F.F.A. – 3:21
3. Sei come me (feat. Laura Bono) – 4:51
4. Come farla su – 4:01
5. Torniamo a casa lessi – 3:15
6. Superblunt (feat. Danti, Tormento e Sud Sound System) – 6:20
7. Doctor Weed – 3:30
8. Cologno Beach – 3:40
9. Non ce la fai + – 4:22
10. Per l'ennesima volta – 5:30
11. Fumo e malinconia (feat. Sylvie Simbi) – 4:49
12. Io Grido – 4:20

## Classifiche
| Classifica (2011) | Posizione massima |
| ----------------- | ----------------- |
| Italia            | 10                |